# Аеродром Малага
Аеродром Малага-Коста дел Сол (шп. Aeropuerto de Málaga-Costa del Sol) је међународни аеродром великог града Шпаније, Малаге, у Андалузији на западу Средоземља. Аеродром је смештен 8 km југозападно од града. Поред Малаге, аеродром опслужује и већи део познате туристичке области Коста дел Сол.
Аеродром у Малаги је међу пет најпрометнијих у Шпанији - 2024. године кроз њега је прошло око 25 милиона путника. Велики удео путника су туристи који посећују околна летовалишта на Средоземном мору.
На аеродрому је авио-чвориште за неколико авиопревозника: „Изиџет”, „Норвиџан ер шатл”, „Рајанер” и „Вуелинг”.